# Herophydrus cleopatrae
Herophydrus cleopatrae is een keversoort uit de familie waterroofkevers (Dytiscidae). De wetenschappelijke naam van de soort is voor het eerst geldig gepubliceerd in 1858 door Peyron.